# Kevin Rudd
Kevin Michael Rudd (21 tháng 9 năm 1957) từng là Lãnh tụ Đảng Lao động Úc và là Thủ tướng thứ 26 của Úc. Ông là thành viên Quốc hội từ năm 1998, đại diện cho địa hạt Griffith, Queensland. Trong cuộc bầu cử Liên bang Úc ngày 24 tháng 11 năm 2007, Kevin Rudd giành chiến thắng trước liên minh cầm quyền Tự do/Dân tộc của John Howard. Ngày 3 tháng 12 năm 2007, Kevin Rudd tuyên thệ nhậm chức trước sự hiện diện của Toàn Quyền Michael Jeffrey.
Ngày 24 tháng 6 2010, Kevin Rudd dưới áp lực của các phe cánh thành viên trong đảng phải nhường chức lãnh tụ cho Julia Gillard.
Ngày 26/6/2013, bà Gillard đã tuyên bố từ chức sau khi thất bại trong cuộc bỏ phiếu kín của Đảng Lao động Úc, vì thế ông Rudd đã trở thành lãnh tụ Đảng lần thứ hai và ngay sau đó quay trở lại làm Thủ tướng Úc.

## Thiếu thời
Kevin Rudd chào đời ở Nambour, Queensland, và lớn lên trong một trang trại bò sữa gần Eumundi. Kevin vào học ở trường trung tiểu học Công giáo Marist College Ashgrove tại Brisbane, và Trường Trung học Tiểu bang Nambour năm 1974. Cha cậu, một nông dân cũng là thành viên Đảng Nông thôn, mất khi Rudd mới 11 tuổi, khiến gia đình cậu phải rời bỏ trang trại trong tình trạng khó khăn. Rudd gia nhập Đảng Lao động Úc năm 1972 lúc 15 tuổi.
Rudd theo học tại Đại học Quốc gia Úc ở Canberra, chuyên ngành văn học và lịch sử Trung Hoa, đỗ bằng danh dự hạng nhất môn văn học châu Á. Rudd thông thạo tiếng Phổ thông, và lấy tên tiếng Hoa là Lục Khắc Văn (tiếng Trung: 陸克文). Luận văn của Rudd được bảo trợ bởi một nhà Trung Hoa học người Úc gốc Bỉ nổi tiếng, Pierre Ryckmans. Để thanh toán các khoản chi phí trong thời gian theo học đại học, Rudd phải nhận công việc lau nhà cho một nhà bình luận chính trị, Laurie Oakes. Năm 1980, Rudd tiếp tục nghiên cứu về Trung Quốc tại Đại học Quốc gia Đài Loan ở Đài Bắc, Đài Loan.
Năm 1981, Rudd kết hôn với Thérèse Rein. Hai người gặp nhau ở một buổi tụ họp của Phong trào Sinh viên Cơ Đốc Úc khi còn là sinh viên. Họ có ba con: Jessica (sinh năm 1984), Nicholas (1986) và Marcus (1993).
Anh ruột của Rudd là Malcome Rudd đã từng đi lính và tham chiến tại Việt Nam trong chiến tranh Việt Nam và đã cưới một phụ nữ Việt tên Tươi, có hai người con, một trong số đó là họa sĩ Văn Thanh Rudd, có triển lãm tranh vào tháng 6 năm 2008 tại Thành phố Hồ Chí Minh .

## Chính trường

Ông Kevin Rudd tháng 11 năm 2005

Năm 1981, Rudd làm việc cho Bộ Ngoại giao đến năm 1988. Ông và vợ dành hầu hết thời gian trong thập niên 1980 sống ở hải ngoại, phục vụ tại các sứ quán Úc ở Stockholm, Thụy Điển rồi đến Bắc Kinh, Trung Quốc.
Trở lại Úc năm 1988, Rudd được bổ nhiệm làm Chánh Văn phòng cho Wayne Goss, lãnh tụ đảng đối lập ở bang Queensland. Sau đó, ông đảm nhiệm chức vụ chánh văn phòng cho Thủ hiến tiểu bang Queensland khi đảng Lao động cầm quyền ở đây năm 1989, ông giữ vị trí này cho đến năm 1992, khi Goss bổ nhiệm ông làm Tổng Giám đốc Văn phòng Nội các, được xem là viên chức hành chính có thế lực nhất ở Queensland.
Trong cương vị này Rudd lãnh đạo một loạt các cuộc cải cách như phát triển chương trình quốc gia giảng dạy ngoại ngữ trong trường học. Ông cũng có nhiều ảnh hưởng trong nỗ lực vận động cho chính sách phát triển ngôn ngữ và văn hóa Á châu năm 1992, về sau chủ tọa một nhóm công tác cao cấp thiết lập nền tảng cho chính sách phát triển đề án này.
Khi chính phủ Goss thất bị trong kỳ bầu cử lập pháp năm 1995, Rudd về làm việc cho công ty kế toán KPMG Úc trong cương vị cố vấn trưởng về Trung Quốc. Trong thời gian này, Rudd ra tranh cử tại Hạt Griffith trong kỳ tuyển cử liên bang năm 1996 nhưng thất bại. Năm 1998, ông ra tranh cử lần nữa và thành công.

## Nghị sĩ Quốc hội
Ngày 11 tháng 11 năm 1998, Rudd đọc bài diễn văn đầu tiên của mình tại Quốc hội Úc. Nhằm phản đối kế hoạch lập một phi đạo song song ở Phi trường Brisbane, Rudd tổ chức thành công một trong những cuộc tuần hành lớn nhất ở Brisbane, gây chú ý cho các phương tiện truyền thông. 

### Bộ trưởng Ngoại giao Nội các Đối lập (2001 – 2005)
Sau thành công trong kỳ tuyển cử năm 1998, Rudd trở thành phát ngôn nhân cho phe đối lập tại Quốc hội, rồi được bổ nhiệm vào chức vụ Bộ trưởng Ngoại giao cho Nội các Đối lập sau kỳ bầu cử năm 2001. Rudd chỉ trích kịch liệt chủ trương của chính phủ Howard ủng hộ Hoa Kỳ trong chiến tranh Iraq năm 2003, trong khi tiếp tục duy trì quan điểm ủng hộ liên minh Úc-Mỹ.
Kinh nghiệm và các hoạt động nghị trường của Rudd trong lúc diễn ra chiến tranh Iraq khiến ông trở nên nhân vật nổi tiếng nhất trong giới lãnh đạo đảng Lao động ở Quốc hội. Khi lãnh tụ phe đối lập Simon Crean bị người tiền nhiệm Kim Beazley thách thức vào tháng 6, Rudd không chịu công khai ủng hộ ai. Đến lúc Crean chấp nhận từ chức trong tháng 11, Rudd được xem là ứng cử viên triển vọng cho vị trí lãnh đạo đảng. Tuy nhiên, ông tuyên bố ủng hộ Kim Beazley.
Sau khi Mark Latham đắc cử vào vị trí lãnh đạo đảng, nhiều người chờ xem Rudd bị thất sủng do đã ủng hộ Beazley, nhưng ông vẫn duy trì được ảnh hưởng của mình. Tuy nhiên, mối quan hệ giữa hai người ngày càng xấu đi, nhất là khi Latham hứa sẽ rút quân khỏi Iraq vào Giáng sinh năm 2004 mà không hỏi ý kiến Rudd. Sau khi Latham thất bại trong kỳ bầu cử liên bang vào tháng 10 năm 2004, Rudd lại được nhắc đến như một ứng viên triển vọng cho chức lãnh tụ đảng. Lần này, Rudd lại từ chối thách thức Latham mà muốn duy trì vai trò bộ trưởng ngoại giao cho nội các đối lập.
Tháng 1 năm 2005, Latham đột ngột từ chức khi Rudd đang thăm Indonesia. Ông từ chối phát biểu về việc kế nhiệm lãnh tụ đảng do ông không muốn đối đầu với Beazley. Ông nói, "Công việc quan trọng nhất đối với tôi lúc này là cố vấn cho các đồng nghiệp của tôi trong đảng". Sau khi về nước, Rudd hội ý với các nghị sĩ thuộc đảng Lao động ở Sydney và Melbourne, rồi tuyên bố không tranh chức lãnh tụ đảng. Kim Beazley đắc cử vào vị trí này.
Tháng 6 năm 2005, ngoài chức trách Bộ trưởng Ngoại giao và An ninh Quốc tế trong Nội các Đối lập, Rudd đảm trách thêm nhiệm vụ của Bộ trưởng Thương mại.

## Lãnh tụ khối Đối lập
Tháng 12 năm 2006, trong một cuộc thăm dò dư luận của Newspoll, tỷ lệ cử tri ủng hộ Rudd cao gấp đôi Beazley, ông tuyên bố ý định tranh vị trí lãnh tụ đảng. Cùng lúc, một đồng sự của Rudd trong Quốc hội, Julia Gillard, đứng cùng liên danh với ông tranh chức Phó Lãnh tụ Đảng Lao động Úc.
Cuộc bỏ phiếu diễn ra trong ngày 4 tháng 12 năm 2006 đem đến chiến thắng cho Rudd với 49 phiếu thuận, Beazley được 39 phiếu.

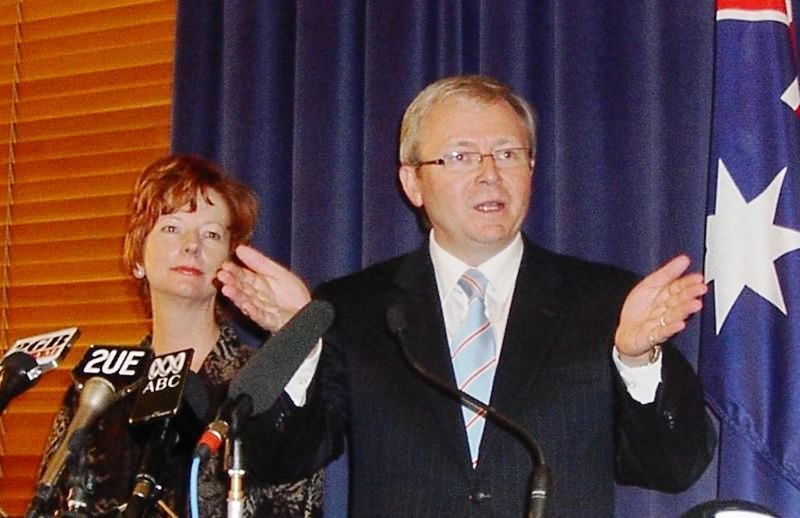
Lãnh tụ Kevin Rudd đang vận động tranh cử cho Đảng Lao động, đứng sau là phó lãnh tụ Julia Gillard

Tại cuộc họp báo đầu tiên trong cương vị lãnh đạo đảng, Rudd hứa sẽ làm việc với "phong thái lãnh đạo mới, và cam kết thành lập một chính phủ "thay thế chứ không mô phỏng" nội các Howard. Rudd phác thảo chính sách về quan hệ công nghiệp, chiến tranh Iraq, biến đổi khí hậu, thể chế liên bang, công bằng xã hội, công nghiệp chế tạo và các chính sách quan trọng khác. Rudd cũng nhấn mạnh vào kinh nghiệm lâu dài của mình trong chính sự, ở lãnh vực ngoại giao cũng như doanh nghiệp trước khi bước vào chính trường Úc.
Uy tín của Rudd và Đảng Lao động tăng cao trong các cuộc thăm dò dư luận. Kể từ năm 2002, Rudd xuất hiện thường xuyên trong các cuộc phỏng vấn và thảo luận phát sóng trên chương trình truyền hình vào giờ ăn sáng được yêu thích tại Úc "Sunrise". Điều này giúp ích cho việc xây dựng hình ảnh của Rudd trong lòng công chúng.
Ngày 19 tháng 8 năm 2007, có những tiết lộ cho thấy Rudd và biên tập báo New York Post, Col Allan, và một nghị sĩ Lao động, Warren Snowdon, vào một câu lạc bộ thoát y ở New York trong tháng 9 năm 2003. Dù vậy, khi biết đó là câu lạc bộ thoát y, Rudd liền bỏ đi ra. Sự kiện này được phổ biến rộng rãi trên báo chí, nhưng không làm suy giảm uy tín của Rudd trong các cuộc thăm dò dư luận.

## Thủ tướng
Tối ngày 24 tháng 11 năm 2007, John Howard tổ chức một buổi họp báo muộn trong đêm thừa nhận sự thất bại của chính phủ liên hiệp. Ngay sau đó, Rudd đọc diễn từ chiến thắng, cho biết ông sẽ "là Thủ tướng của toàn dân". Đây là chiến thắng áp đảo của Đảng Lao động.
Kevin Rudd là chính trị gia thứ hai đến từ bang Queensland dẫn dắt đảng của mình đến thành công trong cuộc bầu cử liên bang.

### Nhiệm kỳ đầu
Hoạt động công quyền đầu tiên của Rudd sau khi tuyên thệ nhậm chức trước Toàn quyền Michael Jeffrey vào ngày 3 tháng 12 năm 2007 là ký văn kiện phê chuẩn Nghị định thư Kyoto.
Cuối tháng 1, Rudd công bố quỹ trợ giúp người vô gia cư với trọng điểm là cung ứng các địa điểm cư trú khẩn cấp trị giá 150 triệu đôla. Ông cũng lập kế hoạch triệt thoái binh sĩ Úc khỏi Iraq.
Thực hiện lời hứa khi vận động tranh cử, ngày 13 tháng 2 năm 2008, Rudd chính thức xin lỗi thổ dân Úc về thế hệ bị đánh cắp (các trẻ em thổ dân bị bắt khỏi gia đình giao cho các cơ sở chính quyền và tôn giáo nuôi dưỡng). Lời xin lỗi đã được chấp nhận, mặc dù vẫn còn những chỉ trích chính phủ không chịu bồi thường thiệt hại cho các nạn nhân. Dù vậy, Rudd cam kết thu hẹp khoảng cách giữa thổ dân và phần còn lại của dân số nước Úc.
Rudd cắt giảm chi tiêu công nhằm giải quyết nạn lạm phát thừa hưởng từ chính phủ tiền nhiệm, gia tăng các địa điểm huấn nghiệp để đối phó với tình trạng thiếu hụt nhân công có tay nghề trong nhiều khu vực kinh tế. GDP tăng trưởng từ 1, 0 đến 1, 5 phần trăm.
Tháng 2 năm 2008, Rudd tuyên bố Hội nghị Thượng đỉnh Úc 2020 sẽ được tổ chức từ 19 đến 20 tháng 4 với sự hiện diện của 1 000 công dân hàng đầu của Úc để thảo luận về mười lãnh vực mà ông cho là đáng lo ngại cho triển vọng phát triển của nước Úc.
Một cuộc thăm dò dư luận Newspoll thực hiện trong tháng 2 năm 2008 cho thấy con số kỷ lục 70 phần trăm dân chúng yêu thích thủ tướng, đến tháng 3, con số này được nâng lên một kỷ lục mới, 73%. Tỷ lệ người dân ủng hộ hai chính đảng là 63 và 37 phần trăm.

## Quan điểm chính trị

### Kinh tế
Trong một diễn từ đọc trước Quốc hội, Rudd nhận xét,
| “ | Thị trường cạnh tranh là tác nhân quan trọng và hữu hiệu giúp xây dựng một nền kinh tế lành mạnh. Do đó, cần có trọng điểm trong chính sách quản lý kinh tế. Song, đôi khi thị trường không hoạt động hiệu quả, và chính phủ cần can thiệp qua các công cụ như chính sách công nghiệp. Cũng có những khu vực mà vì ích lợi công không cần có thị trường. Chúng ta không e dè khi xây dựng tầm nhìn cho Đảng Lao động, cũng không e ngại khi thiết lập các chuẩn mực nghiêm nhặt để biến tầm nhìn ấy thành hiện thực. Các chính đảng trung hữu trên khắp thế giới đang đối đầu với những thách thức tương tự - tạo lập một nền kinh tế cạnh tranh đồng thời xây dựng một xã hội công bằng. | ” |

### Ngoại giao

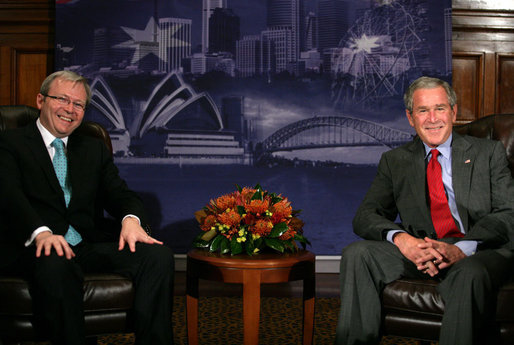
Kevin Rudd và Tổng thống Hoa Kỳ George W. Bush tại Hội nghị APEC năm 2007 ở Sydney.

Khi còn là bộ trưởng ngoại giao cho nội các đối lập, Rudd đã tái cấu trúc chính sách ngoại giao cho Đảng Lao động mệnh danh "Ba Cột trụ": đối tác với Liên Hợp Quốc, đối tác với châu Á, và đồng minh với Hoa Kỳ.
Dù bất đồng với quan điểm chủ chiến trong chiến tranh Iraq, Rudd ủng hộ việc triển khai quân Úc ở Iraq, nhưng không phải binh sĩ chiến đấu. Trước đây, trong một bức thư gởi Thủ tướng John Howard trong tháng 11 năm 2003 Rudd đề nghị chỉ nên gởi huấn luyện viên cho quân đội Iraq, và sử dụng Ủy ban Bầu cử Úc giúp Iraq tổ chức các cuộc bầu cử. Năm 2007, đảng Lao động cam kết rút 550 binh sĩ chiến đấu và thay thế bằng các đơn vị huấn luyện và biên phòng (có thể trú đóng ở các quốc gia trong vùng Trung Đông), và duy trì sự hiện diện của hơn 1 000 binh lính Úc đóng ở Iraq (trong năm 2007, có 1 575 binh sĩ Úc tại Iraq). Rudd cũng ủng hộ việc quân đội Úc hiện diện tại Afghanistan.
Rudd hậu thuẫn lộ trình hòa bình và ủng hộ hành động của Israel trong cuộc tranh chấp Israel-Liban năm 2006, kết án Hezbollah và Hamas là vi phạm lãnh thổ Israel.
Thủ tướng cũng cam kết hậu thuẫn cho Đông Timor và cho biết binh sĩ Úc sẽ ở lại nước này cho đến khi chính phủ Đông Timor không còn cần đến sự trợ giúp của họ.
Rudd cũng ủng hộ Kosovo tách khỏi Serbia, trước khi Úc chính thức công nhận cộng hòa này.

### Môi trường
Ngày 3 tháng 12 năm 2007, chỉ vài giờ sau khi tuyên thệ nhậm chức, Rudd ký Nghị định thư Kyoto, phát biểu rằng,
| “ | Hôm nay Úc chính thức tuyên bố gia nhập Nghị định thư Kyoto, đây là một bước đi đầy ý nghĩa trong nỗ lực của đất nước này đối phó với tình trạng biến đổi khí hậu trong nước – và cộng tác với cộng đồng quốc tế. | ” |

Đảng Tự do chủ trương đến năm 2020 cắt giảm 15% khí thải trong khi Đảng Lao động lập kế hoạch cắt giảm 20% khí thải đến năm 2020.

## Tôn giáo
Dù được giáo dưỡng trong đức tin Công giáo, từ thập niên 1980 Rudd cùng vợ đến thờ phượng tại nhà thờ Anh giáo và cải đạo sang Anh giáo. Giống Howard, Rudd từng nói chuyện với giáo đoàn Nhà thờ Hillsong.
Rudd là trụ cột trong nhóm cầu nguyện nghị trường tại Nhà Quốc hội ở Canberra. Ông công khai bày tỏ niềm tin Cơ Đốc của mình và thường có các cuộc phỏng vấn với báo chí tôn giáo tại Úc về nhiều vấn đề. Rudd ủng hộ việc các đại diện giáo hội tham gia và các cuộc tranh luận về chính sách, đặc biệt là về quan hệ lao động, biến đổi khí hậu, nạn nghèo đói toàn cầu, nhân bản và tị nạn.

Rudd chống chủ trương hôn nhân đồng tính,
| “ | Lập trường của tôi về vấn đề này là khá rõ ràng, như được trình bày trong quan điểm được chính đảng chúng ta chấp nhận, đó là, hôn nhân là giữa một người đàn ông và một người đàn bà. | ” |